# David Robert Mitchell
David Robert Mitchell (Clawson, Míchigan; 19 de octubre de 1974) es un director de cine y guionista estadounidense, reconocido por dirigir la aclamada película de terror de 2014 It Follows.

## Biografía
Mitchell nació en Clawson (Míchigan) y estudió en la Wayne State University de Detroit (Míchigan). Se licenció en Bellas Artes en la especialidad de producción audiovisual por la Florida State University College of Motion Picture Arts.
Su primera película como director, escritor y productor fue The Myth of the American Sleepover (2010), un filme dramático adolescente. Adele Romanski, amiga de Mitchell de la escuela de cine, fue una de las productoras y quien más tarde ganaría un premio Óscar por la laureada película Moonlight, fue una de las productoras de la cinta. En una entrevista, Mitchell afirmó que gastó unos 50.000 dólares en la filmación de la película.
Cuatro años más tarde logró reconocimiento internacional tras dirigir la película de terror sobrenatural It Follows. La cinta fue aclamada por la crítica y cosechó un notable éxito comercial teniendo en cuenta su escaso presupuesto. Dos años después, Mitchell fue miembro del jurado  en la sección Semana de la Crítica del Festival de Cine de Cannes 2016.
En 2018, dirigió Under the Silver Lake, una película de comedia dramática de cine negro posmoderno ambientada en Los Ángeles y protagonizada por Andrew Garfield.
En octubre de 2023, se anunció que una secuela, titulada They Follow, estaba en preproducción con el escritor y director David Robert Mitchell y la estrella Maika Monroe de regreso. Neon produciría y distribuiría la película a nivel nacional, mientras que se espera que el rodaje comience en 2024.

## Filmografía

### Director
| Año  | Título                             | Notas                            |
| ---- | ---------------------------------- | -------------------------------- |
| 2002 | Virgin                             | Cortometraje Director y escritor |
| 2010 | The Myth of the American Sleepover | Director, escritor y productor   |
| 2014 | It Follows                         | Director, escritor y productor   |
| 2018 | Under the Silver Lake              | Director y escritor              |